# Jericho (film, 1937)
Pour les articles homonymes, voir Jéricho (homonymie).
Jericho est un film de procès américain réalisé par Thornton Freeland en 1937.

## Synopsis
Pendant la Première Guerre mondiale, un navire américain est torpillé et de nombreux soldats sont piégés sous le pont. Jericho Jackson, un étudiant en médecine enrôlé dans la guerre, sauve héroïquement les hommes piégés, au mépris des ordres de son supérieur d'abandonner le navire. Cependant, il tue accidentellement l'officier dans la mêlée et malgré son héroïsme, Jéricho est traduit en cour martiale pour avoir refusé d'obéir aux ordres. Aigri, il s'évade. Le capitaine Mack est tenu responsable de son évasion et traduit lui aussi en cour martiale.
Jéricho se retrouve en Afrique du Nord, où il rencontre le peuple touareg. Lorsqu'il utilise ses compétences médicales pour soigner les malades, les Touareg accueillent Jéricho dans leur tribu, et il se marie et élève une famille. Il devient finalement le chef des Touaregs. Il mène son peuple à la victoire sur ses rivaux et apporte la paix et l'unité dans la région à travers laquelle les Touareg parcourent chaque année le commerce du sel. Lorsqu'une équipe de tournage d'anthropologie couvre la randonnée du sel à Londres, le capitaine Mack aperçoit Jericho et jure de le retrouver. Cependant, lorsque le capitaine voit tout le bien que Jéricho a fait pour son peuple adoptif, il cède et le laisse seul.

## Fiche technique
- Titre : Jericho
- Réalisation : Thornton Freeland
  - Assistant-réalisateur : Donald Wilson
- Scénario : George Barraud, Walter Futter, Robert N. Lee, Peter Ruric
- Musique : Van Phillips, Alfred Ralston
- Production : Walter Futter
- Durée : 77 minutes
- Genre : Film dramatique

## Distribution
- Paul Robeson : Jericho Jackson
- Henry Wilcoxon : Capitaine Mack
- Wallace Ford : Mike Clancy
- Kouka : Gara
- John Laurie : Hassan
- James Carew : J.R. Barnes
- Lawrence Brown
- Rufus Fennell : Sergent Gamey
- Ike Hatch
- Frank Cram
- Frank Cochrane
- George Barraud
- Frederick Cooper
- Henry Aubin